# Steinhirt
Der Steinhirt, auch Steinhirt-Klosterberg, ist der 578,4 m ü. NHN hohe Zentralhügel des Steinheimer Beckens, eines Einschlagkraters in Baden-Württemberg. Auf seinem Gipfel steht der Wäldlesfels.

## Lage und Umgebung
Dieser zentrale Hügel im Steinheimer Becken liegt am südlichen Ortsrand von Steinheim am Albuch. Er hat einen Durchmesser von zwischen 800 und 900 Metern und erhebt sich etwa 40 Meter über sein Umland. Der Hügel ist größtenteils von landwirtschaftlich genutzten Flächen bedeckt und nur stellenweise bewaldet.
Der Wäldlesfels am Gipfel des Steinhirt ist ein ca. acht Meter hoher Felsobelisk aus Süßwasserkalk. Er ist ein beliebter Kletterfels und bietet Bouldermöglichkeiten bis zum VIII. Schwierigkeitsgrad. Unter der Bezeichnung Sprudelkalkfelsen auf dem Steinhirt ist er als Naturdenkmal und geschütztes Geotop ausgewiesen, auch einige weitere Kalkfelsen am Südhang des Steinhirts haben diesen Status.
Westlich des Wäldlesfelsens liegt der künstlich angelegte Teich Lettenhülbe, der ebenfalls als Naturdenkmal ausgewiesen ist. Die Hülbe war einst ein Vorkommen des Fieberklees, der hier inzwischen jedoch nicht mehr auftritt. Heute hat sie als Lebensraum des Bergmolchs Bedeutung, ansonsten ist das Gewässer eher artenarm.

## Geologie

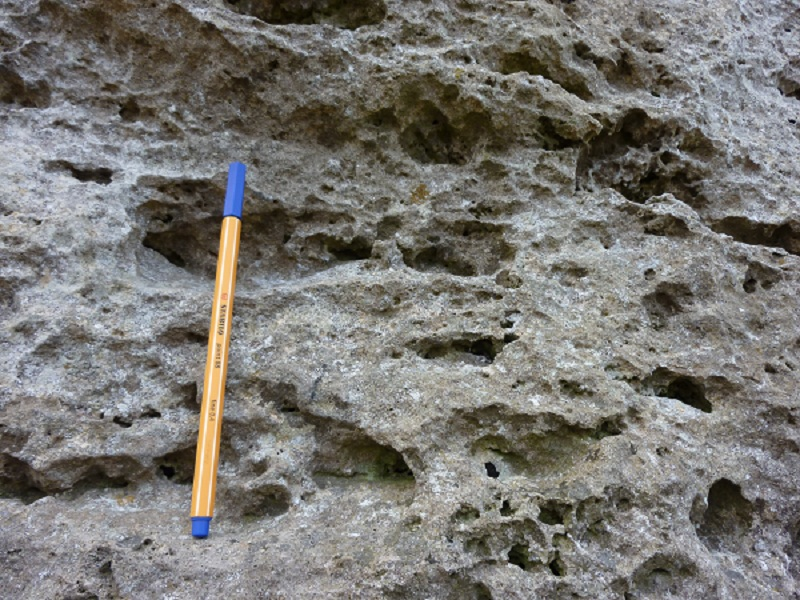
Nahansicht des Wäldlesfels mit Bohrmuschellöchern und Stift

Der Hügel entstand als Zentralberg vor etwa 14–15 Millionen Jahren aufgrund der Rückfederung des Erdbodens nach dem Meteoriteneinschlag, der das Steinheimer Becken bildete.
Die Flanken des Zentralhügels werden von Gesteinen des Mittleren und Unteren Weißen Jura gebildet und sind von einem Kern aus Braunem Jura umgeben. Besonders ausgeprägt ist dies auf der Nordseite des Steinhirts.
Die Schichten des Braunen Jura sind nach außen hin geneigt, sprich von der Hügelmitte weg, sofern diese denn auch an den Seiten des Steinhirt-Klosterbergs liegen. Dasselbe gilt für die Schichten des Weißen Jura, die sogenannten Kalkstein- und Mergelbänke, welche ebenfalls nach außen hin geneigt sind.
Der Wäldlesfels stellt nur einen Rest des einstigen Kranzes aus Algenkalkfelsen (Aragonit) auf dem Zentralhügel dar. Er ist bis zum heutigen Tag in seiner eigentlichen Gestalt als ein Riff erkennbar. Zur Bildung des Riffes kam es, als sich vor 14 Millionen Jahren der Meteoritenkrater mit Wasser füllte und der Zentralhügel somit vollständig bedeckt wurde. Kalkfällende Algen im Flachwasser des vom See bedeckten Zentralhügels ließen das Riff entstehen.
Diverse Bohrmuschellöcher im Wäldlesfels sind ein Beleg dafür, dass es sich bei ihm um ein Riff handelt.

## Abbau

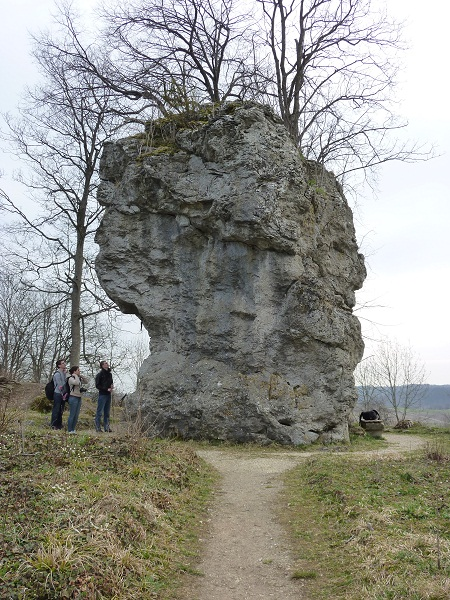
Der Wäldlesfels von Westen

Der ursprüngliche Kranz der Algenkalkfelsen auf dem Zentralhügel wurde im Verlauf des 19. Jahrhunderts abgebaut, wobei es zu einer Reliefumkehr von Menschenhand kam. Der gewonnene Schotter wurde für den Bau der Brenzbahn verwendet. Eigentlich hätte der Wäldlesfels ebenfalls abgetragen werden sollen, hätte sich nicht der Steinheimer Ludwig Schäffer erfolgreich gegen den Abbau gewehrt. Somit blieb der Fels als ein letztes Relikt auf dem Steinhirt erhalten.